# Le Petit Nicolas

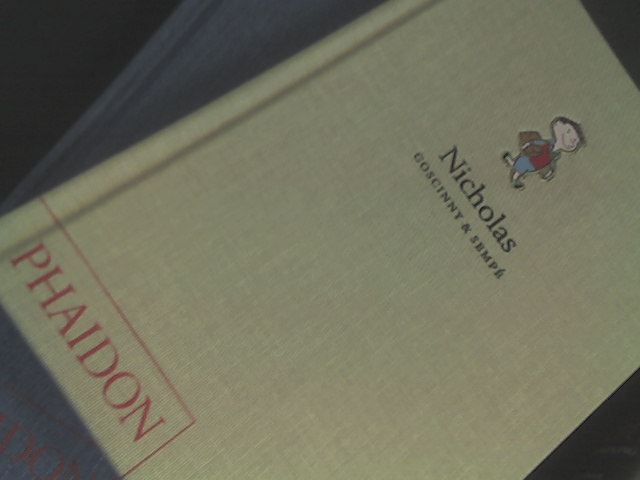
Copertina di Le Petit Nicolas

Le Petit Nicolas è un personaggio della letteratura per ragazzi creato dall'autore francese René Goscinny e disegnato da Jean-Jacques Sempé.
L'umorismo di questi libri si sviluppa mediante uno stile narrativo unico: le avventure sono raccontate in prima persona dal piccolo Nicolas, secondo il punto di vista e l'espressione stilistica tipica di un bambino di scuola elementare.
Le Petit Nicolas è uno dei primi esempi nella letteratura moderna per l'infanzia in cui l'esperienza e l'interpretazione del mondo sono viste con gli occhi dei più piccoli invece che con quelli degli adulti.

## I personaggi

### La famiglia di Nicolas
- Nicolas: è un bambino simpatico e vivace che a volte fa arrabbiare i grandi. Ha un'età compresa tra gli 8 e i 10 anni.
- La mamma di Nicolas: fa la casalinga. Spesso brontola con Nicolas perché non le rende la vita facile oppure con suo marito perché non è molto comprensivo con lei.

- Il papà di Nicolas: lavora in un ufficio. Quando è a casa gli piace leggere il giornale in poltrona, fumare la pipa e non essere disturbato da Nicolas quando vuole combinare qualche guaio. Rispetto alla moglie, è più giocherellone e indulgente con il bambino.
- La nonna: è la nonna materna. Fa un sacco di regali al nipotino, che è sempre contento quando lei viene a trovarlo. Sempre un po' meno contento della visita dalla nonna è il papà di Nicolas.

### I compagni di classe
- Alceste: è il migliore amico di Nicolas. "È molto grasso perché mangia sempre". I disegni lo rappresentano quasi sempre mentre si mette in bocca qualcosa da mangiare. Non gli piace dividere la merenda con i suoi compagni e per questo a volte litiga con loro.
- Clotaire: "è l'ultimo della classe". È un po' maldestro ma è considerato un bravo compagno. È l'unico bambino che ha un televisore a casa sua.
- Eudes: "è molto forte e gli piace molto dare i pugni sul naso" ai suoi compagni, ma solo quando non sono suoi amici.
- Geoffroy: "il suo papà è molto ricco e gli compra tutto quello che vuole". Gli piace molto venire a scuola travestito, ad esempio con un costume da cow-boy. A forza di vantarsi con i compagni per le cose che ha, viene considerato un po' bugiardo e a volte non gli credono. Quando le mamme sono convocate a scuola, la mamma di Geoffroy non c'è mai, ed al suo posto viene l'autista di suo papà.
- Joachim:  ha un fratellino appena nato e una fantasia molto vasta.
- Agnan: "è il primo della classe" ed "il cocco della maestra", per questo non sta simpatico ai compagni. È l'unico in classe che porta gli occhiali, per cui i compagni non possono picchiarlo. Agnan si mette sempre a piangere quando lo si fa arrabbiare o non è contento.
- Maixent: Ha delle gambe molto lunghe, quindi corre più veloce di Nicolas. Quando sua sorella maggiore si sposa, lui si vanta di essere diventato un "cognato", e per questo viene invidiato molto dai compagni.
- Rufus: suo papà poliziotto gli ha donato un fischietto, che gli crea sempre dei problemi quando deve giocare a calcio coi compagni, perché vuole fare sia l'arbitro che il giocatore contemporaneamente

### Il corpo docente
- La maestra: insegna nella classe di Nicolas. A volte i suoi allievi sono un po' indisciplinati e allora lei li ammonisce e qualche volta li mette in punizione. Anche se è un po' severa a Nicolas sta molto simpatica.
- Il direttore: arriva quando la classe è più indisciplinata, e allora minaccia i bambini di mandarli in punizione se non fanno i bravi.
- Sig. Dubon (Chiamato "Gufo"): è il bidello della scuola ed è molto severo.
- Sig. Mouchabière: il nuovo bidello della scuola assieme a Dubon.
- Sig. Bodernave: altro bidello. Odia il sole.

### Il vicinato
- Marie-Edwige: è la piccola vicina di casa. Bionda e carina, è molto amica di Nicolas, ma fa girare la testa anche ad alcuni suoi compagni di classe. Ha una bambola che si chiama Chantal.
- Louisette: è la figlia di un'amica della mamma di Nicolas.
- Il Sig. Compani: è il droghiere dalla città. È un signore molto simpatico che vuole bene a Nicolas, e che gli offre sempre qualche cosa di buono da mangiare.
- il Sig. Blèdurt: è il vicino che dà fastidio al padre di Nicolas (l'unica parolaccia detta è su di lui). È sposato ma non ha figli.

### Gli amici delle vacanze
Nelle sue vacanze a Bains-les-Mers incontra Blaise, Fructuex, Mamert (il più stupido del gruppo, almeno secondo Nicolas), Irenée, Fabrice e Côme.
Ci sono anche un burlone, il Sig. Lanternau, e tre bambine, Micheline, Gisèle e Isabelle.
Nella vacanza successiva, in colonia incontra Bertin, Paauline, che piange sempre, Gualbert, Arhanase e altri bambini il cui nome non viene menzionato.
Il loro caposquadra è Gerard Leustoffe, il direttore, il Sig. Rateau e l'amministratore Genou.

### Raccolte originali
Le Petit Nicolas (2010) - 19 storie.
- Paris: Denoël, 1960, 120 p.
- Paris: le Livre de poche, 1969, 160 p. (Le Livre de poche; 2406)
- Paris: Gallimard, 1973, 156 p. (Collection Folio; 423). ISBN 2-07-036423-2
- Paris: A. Colin: Gallimard, 1977, 63 p. (Folio F. Folio guides 1). Extraits présentés par Suzanne Chatignoux.
- Paris: Gallimard, 1980, 74 p. (Collection Grands textes illustrés)
- Paris: Gallimard, 1982, 156 p. (Bibliothèque Folio junior). ISBN 2-07-038017-3
- Paris: France loisirs, 1991, 115 p. ISBN 2-7242-5226-8
- Paris: Denoël, 1994, 116 p. ISBN 2-207-24142-4
- Paris: Gallimard jeunesse, 1994, 149 p. (Lecture junior; 40). ISBN 2-07-058451-8
- Paris: Gallimard, 2000, 176 p. (Collection Folio junior; 940. Édition spéciale). ISBN 2-07-052427-2
- Paris: Denoël, 2002, 154 p. ISBN 2-207-25400-3
- Paris: Gallimard jeunesse, 2007, 167 p. (Folio junior; 940). ISBN 978-2-07-061276-5

Les récrés du Petit Nicolas (1961) - 17 storie.
- Paris: Gallimard, 1978, 137 p. (Folio junior; 47)
- Paris: Gallimard: Denoël, 1981, 52 p. (Collection Grands textes illustrés)
- Paris: Gallimard, 1982, 137 p. (Bibliothèque Folio junior). ISBN 2-07-038006-8
- Paris: Gallimard, 1987, 181 p. (Collection Folio junior; 468. Édition spéciale). ISBN 2-07-033468-6
- Paris: France loisirs, 1991, 113 p. ISBN 2-7242-6612-9
- Paris: Gallimard, 1994, 123 p. (Collection Folio; 2665). ISBN 2-07-039259-7
- Paris: Denoël, 1994, 104 p. ISBN 2-207-24143-2
- Paris: Gallimard jeunesse, 1997, 181 p. (Collection Folio junior; 468. Édition spéciale). ISBN 2-07-051335-1
- Paris: le Grand livre du mois, 2002, 104 p. ISBN 2-7028-5831-7
- Paris: Denoël, 2002, 125 p. ISBN 2-207-25401-1

Les vacances du petit Nicolas (1962) - 18 storie.
- Paris: Gallimard, 1977, 155 p. (Collection Folio junior; 4)
- Paris: Gallimard, 1982, 155 p. (Bibliothèque Folio junior). ISBN 2-07-038018-1
- Paris: Gallimard: Denoël, 1983, 67 p. (Collection Grands textes illustrés). ISBN 2-07-058127-6
- Paris: Gallimard, 1987, 186 p. (Collection Folio junior; 457. Édition spéciale). ISBN 2-07-033457-0
- Paris: Denoël, 1993, 117 p. ISBN 2-207-24144-0
- Paris: Gallimard, 1994, 156 p. (Collection Folio; 2664). ISBN 2-07-039262-7
- Paris: Denoël, 2003, 144 p. ISBN 2-207-25476-3

Le Petit Nicolas et les copains (1963), vincitore del premio Alphonse Allais - 16 storie.
- Paris: Denoël, 1963, 120 p.
- Paris: Gallimard, 1982, 142 p. (Bibliothèque Folio junior). ISBN 2-07-038005-X
- Paris: Gallimard, 1988, 184 p. (Folio junior; 475. Edition spéciale). ISBN 2-07-033475-9. - ISBN 978-2-07-061277-2 (réimpr. 2007). - ISBN 2-07-051342-4 (réimpr. 1997)
- Paris: Gallimard, 1994, 122 p. (Collection Folio; 2663). ISBN 2-07-039260-0
- Paris: Denoël, 1994, 100 p. ISBN 2-207-24145-9
- Paris: Denoël, 2004, 122 p. ISBN 2-207-25492-5

Joachim a des ennuis (1964) - 16 storie.
- Paris: Denoël, 1964, 113 p.
- Paris: Denoël, 1976, 111 p.
- Paris: Gallimard, 1980, 153 p. (Collection Folio junior; 138)
- Paris: Denoël, 1983, 153 p. (Bibliothèque Folio Junior). ISBN 2-07-038019-X
- Paris: Gallimard, 1987, 190 p. (Collection Folio junior; 444. Édition spéciale). ISBN 2-07-033444-9

Riedito col titolo Le Petit Nicolas a des ennuis
- Paris: Denoël, 1993, 108 p. ISBN 2-207-24146-7
- Paris: Gallimard, 1994, 135 p. (Collection Folio; 2666). ISBN 2-07-039261-9
- Paris: Gallimard jeunesse, 1998, 190 p. (Folio junior; 444. Édition spéciale). ISBN 2-07-051341-6
- Paris: Denoël, 2004, 130 p. ISBN 2-207-25493-3

### Edizioni italiane
- Le ricreazioni di Nicolino- ERI - Edizioni Rai Radiotelevisione Italiana, Torino, 1967
- Le avventure di Nicolino - ERI - Edizioni Rai Radiotelevisione Italiana, Torino, 1967
- Il piccolo Nicolas e i suoi Genitori
- Il piccolo Nicolas - raccolta della Donzelli con tutte le storie edite
- Storie inedite del piccolo Nicolas - 80 storie inedite raccolte dalla Donzelli
- Il piccolo Nicolas - primo libro, uscito sia in Francia che in Italia
- Il piccolo Nicolas si diverte un mondo - secondo libro, uscito sia in Francia che in Italia
- Le vacanze del piccolo Nicolas - terzo libro, uscito sia in Francia che in Italia
- Il piccolo Nicolas e la sua banda - quarto libro, uscito sia in Francia che in Italia
- Quanti guai, piccolo Nicolas - quinto e ultimo libro, uscito sia in Francia che in Italia